# Vehicle d'aire comprimit

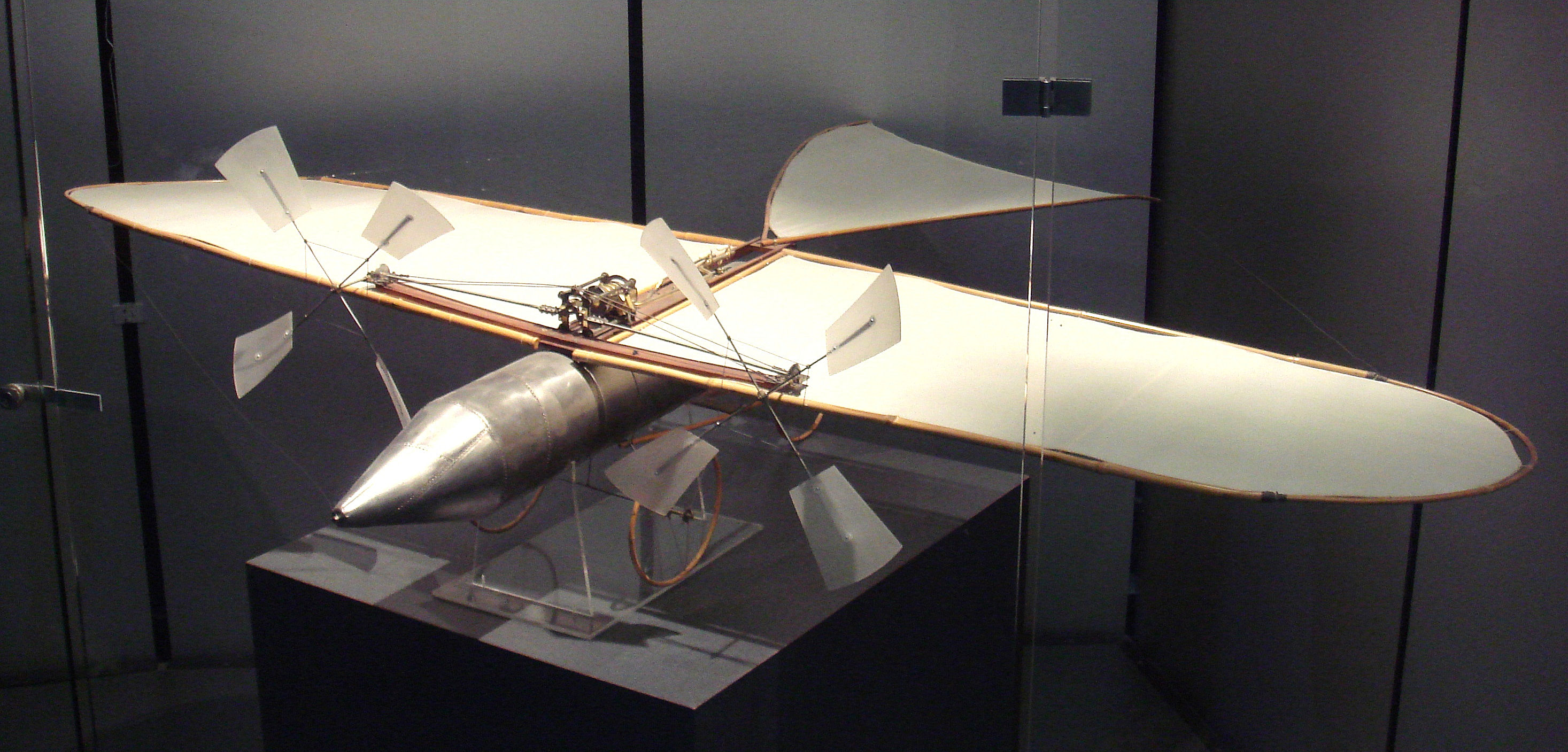
L'avió Victor Tatin de 1879 utilitzava un motor d'aire comprimit per a la propulsió. Artesania original, al Musée de l'Air et de l'Espai.

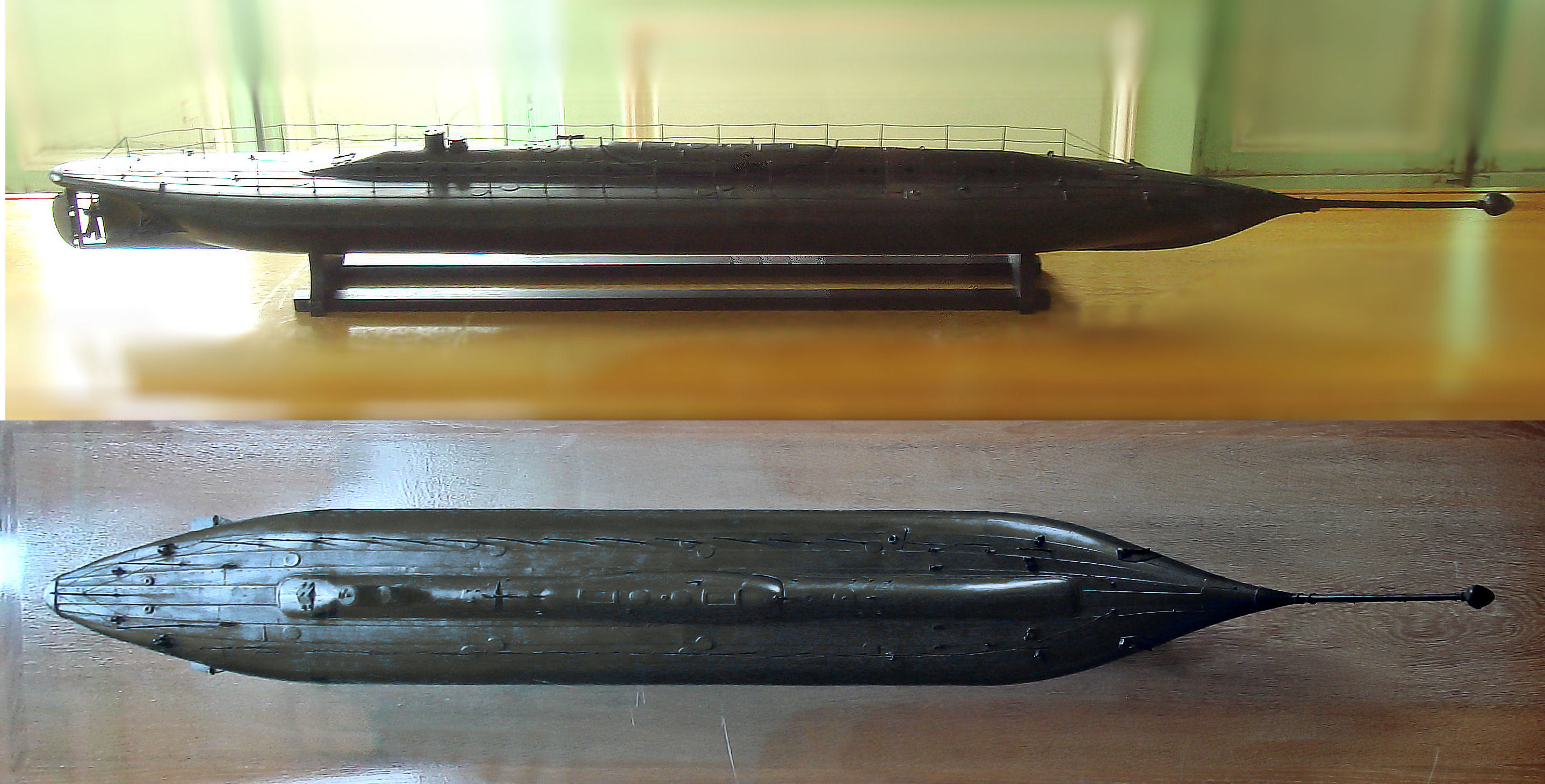
El primer submarí motoritzat, el 1863 Plongeur, va utilitzar un motor d'aire comprimit. Musée de la Marine (Rochefort).

Un vehicle d'aire comprimit és un vehicle de transport que funciona a base d'aire comprimit. El 2007, aquests vehicles continuaven en l'etapa de disseny i de prototips.Podrien arribar a ser part del transport i oci urbà, a més del seu mercat, i les seves aplicacions podrien incloure cicletaxis, serveis postals i transport en paratges turístics, com en el cas de l'Air Car, prototip d'automòbil a aire comprimit.
Han trobat aplicació en torpedes, locomotores utilitzades en l'excavació de túnels i submarins de prototipus primerencs. Els possibles avantatges mediambientals han generat interès públic en els vehicles de passatgers, però no han estat competitius a causa de la baixa densitat d'energia de l'aire comprimit i la ineficiència del procés de compressió / expansió.

## Història

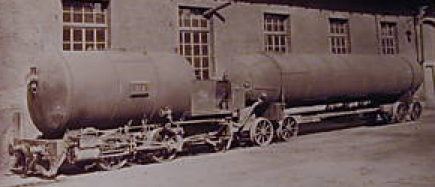
Gotthardbahn: Locomotora pneumàtica amb recipient de pressió conjunt.

L'aire comprimit s'ha utilitzat des del segle xix per alimentar locomotores i tramvies pneumàtics a ciutats com París (a través d'un sistema central de distribució d'energia de l'aire comprimit a nivell de ciutat) i anteriorment era la base de la propulsió de torpedes navals. Durant la construcció del Gotthardbahn del 1872 al 1882, es van utilitzar locomotores pneumàtiques en la construcció del túnel del ferrocarril de Gotthard i d'altres túnels del Gotthardbahn.
El 1903, la Companyia Liquid Air situada a Londres, Anglaterra, va fabricar diversos cotxes amb aire comprimit i aire liquat. El principal problema d'aquests cotxes i de tots els cotxes d'aire comprimit és la manca de parell produït pels "motors" i el cost de comprimir l'aire.
Des del 2010, diverses empreses han començat a desenvolupar cotxes d'aire comprimit, incloent-hi tipus híbrids que també inclouen un motor motoritzat amb gasolina; cap ha estat llançada al públic ni ha estat provada per tercers.

## Lleis de la física
Segons la llei de Boyle,
| «                              | Per a una massa fixa de gasos ideals a una temperatura fixa, la magnitud de la pressió per la magnitud del volum, donen com a resultat una constant. | » |
| — Robert Boyle i Edme Mariotte | |   |

Per tant, a una temperatura idèntica:
- La pressió multiplicada pel volum del gas continguts en un tanc corresponen a una constant;
- La variació de la pressió del gas és inversament proporcional al seu volum.

Si qualsevol dels dos, ja sigui la pressió o el volum és alterat, el factor T pot ser, per tant, modificat, la qual cosa ens porta als conceptes de termodinàmica, de l'expansió adiabàtica de l'aire comprimit.
Com més ràpid i brusc sigui el canvi del quocient de la pressió/volum, el gas aconsegueix satisfer en menys temps aquest canvi i reflecteix part d'aquesta conversió en la temperatura.
Aquesta és la raó per la qual els mètodes d'ús de l'aire comprimit en un sistema expliquen per què els motors d'aire comprimit tenen dues tendències principals, conceptualment diferents:

### Explotació termodinàmica
En el moment d'expansió ràpida d'una gran quantitat d'aire comprimit, corresponent a una important disminució de la pressió, se li fa físicament impossible al gas recuperar el seu volum inicial; la variació de temperatura que segueix produeix un important refredament, mentre que l'expansió del volum útil pot limitar-se en aproximadament el 40% del volum teòric. Contràriament, amb el cas de compressió, la reducció de volum generalment involucra un ascens de temperatura, que resulta una vegada més en un volum total d'aire comprimit més baix que el seu valor teòric.
Les tecnologies explotades per MDI, Energine i Quasiturbine requereixen relativament fluxos importants per fer girar els motors, però s'hauran de constrènyer obligatòriament a les limitacions termodinàmiques.

### Dinàmica de l'explotació
Per produir una empenta mecànica mentre s'eludeix aquest obstacle o, almenys, mentre que se'n redueixen els efectes, cal complir certes regles: *permetre'n l'expansió tan lentament com sigui possible, és a dir, mentre es treballa amb potències baixes (però això, per descomptat, significa una contrapartida negativa pel que fa a la limitació de la potència del motor); *regular les variacions brusques de la pressió quan siguin prou importants (amb l'ús de reductors de pressió i altres d'intermedis de descompressió habilitats); *així com la possible temperatura constant del gas, sinó fins i tot caldrà augmentar el rendiment de la compressió/expansió amb un refredament/escalfament de l'aire utilitzat .

## Avantatges i desavantatges

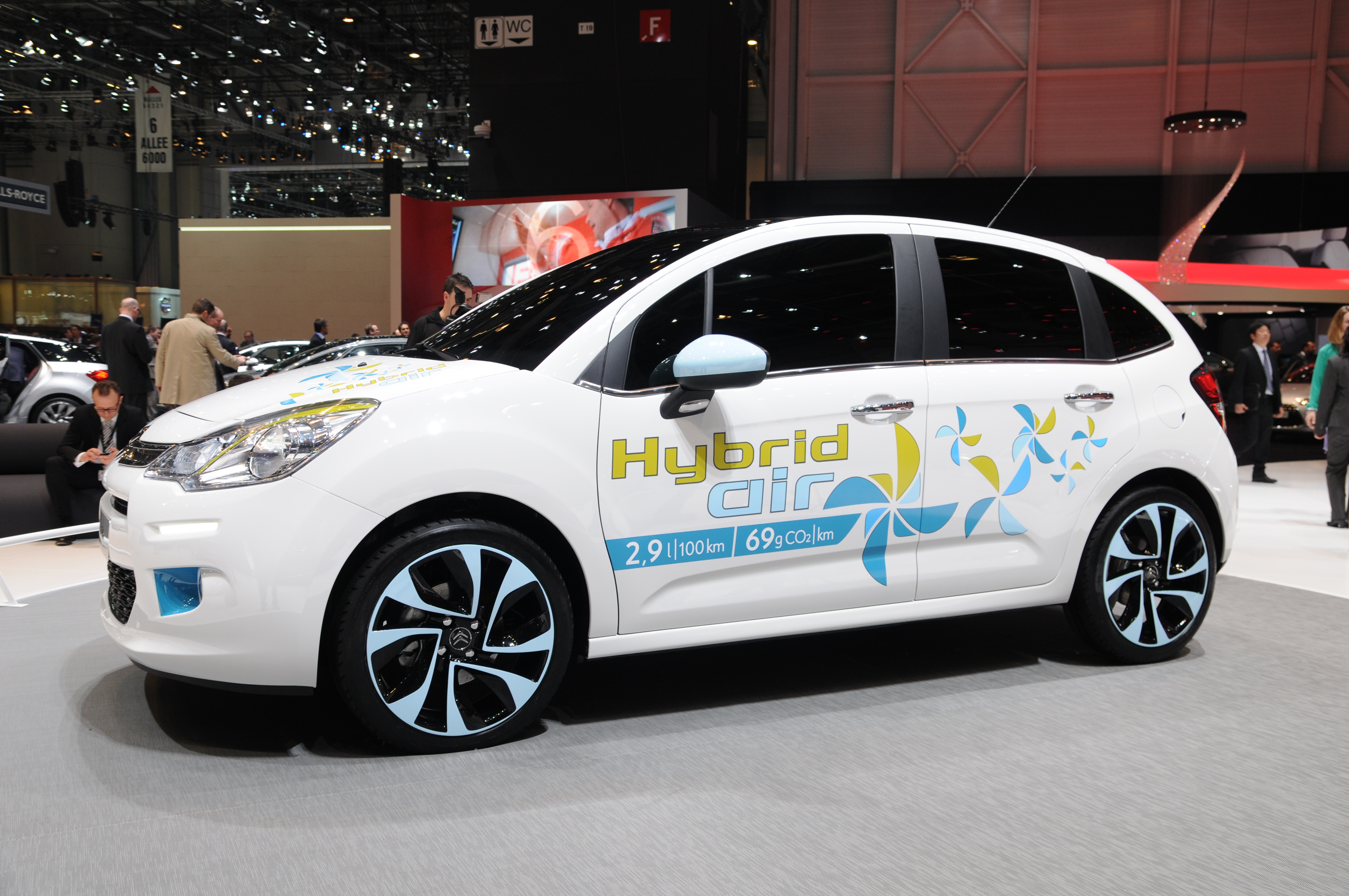
El concepte PSA Peugeot Citroën Hybrid Air es va exhibir al Saló de Ginebra del 2013.

Els vehicles d'aire comprimit són comparables per moltes raons als vehicles elèctrics. Els seus avantatges potencials sobre vehicles elèctrics inclouen:
- Moviment cíclic lent (10-60 cicles per minut).
- Alt parell motor per volum mínim.
- El disseny mecànic seqüencial del motor és simple i robust.
- Aquest no pateix pels efectes de corrosió de les bateries en climes humits o calents.
- Té baix cost de manufactura i manteniment.
- Es poden desmuntar o reciclar els dipòsits d'aire comprimit amb menys contaminació que les bateries.
- El tanc pot ser capaç d'omplir-se més sovint que el que pot recarregar una bateria.

Els desavantatges són poc coneguts perquè els vehicles són prototips o estan en etapa de disseny.

## Vehicles

### Automòbils
Generalment, tres companyies, MDI, Energine i l'emergent YAKEY Corp, basen el desenvolupament dels seus projectes en el principi de carros petits, reduint-ne el pes en buit al màxim.

#### MDI
Aquesta companyia (Moteur Developpment International) proposa un tipus de vehicles desenvolupats en un concepte idèntic, fets a partir de MiniCAT i CityCAT.
CityCAT està avaluant-ne alguns models: un camió, un microplaça, un taxi, una camioneta. Amb un motor limitat a 25 hp (en monoenergia), aquests vehicles estan dissenyats per a una autonomia de 100 a 150 milles (160–240 km) en cicle urbà i una velocitat màxima de 110 km/h. El vehicle pot ser omplert en un temps de 4:30-6:00 h amb el seu propi sistema contingut (motor compressor/unitat compressor) funcionant o partint d'un compressor d'alta pressió en 3 minuts. El pes aproximat d'aquests vehicles és de 900 kg.
- El MiniCAT és un vehicle de mida reduïda, proposat per a 3 places; té una autonomia prevista en cicle urbà de 100 milles (160 km) i arriba a una velocitat de 112 km/h. El temps de recàrrega pels seus propis mitjans és de 4 h. El pes del vehicle és de 550 kg. per a una càrrega de 270 kg.
- MultiCAT és un projecte de vehicle per al transport de passatgers, compost de vehicles autònoms constituïts per 4 mòduls. També se n'està estudiant un model dedicat al transport de mercaderies.

Aquest projecte ha estat en l'etapa de disseny prop de quinze anys (en data 2007) i no està encara llest per a la comercialització.

#### Energine
Els enginyers d'aquesta companyia han creat, partint d'un Daewoo Matis, un prototip de motor híbrid elèctric/aire comprimit (Febos, Pneumatic Hybrid Electric Vehicle). El motor d'aire comprimit es fa servir per a activar un alternador, el qual estén la capacitat d'operació autònoma del cotxe.

#### YAKEY Corp
Aquesta empresa emergent es converteix en la primera a presentar a nivell mundial un vehicle híbrid que funciona amb motor de combustió i amb motor d'aire comprimit que s'auto-recarrega, supera les limitacions urbanes i les llargues distàncies, amb l'avantatge que el consumidor final podrà decidir si vol que sigui 100% o 60% ecològic.
La versió 100% ecològica conté un motor inventat i patentat pel seu director de projectes; aquest motor té la característica de mantenir una simplicitat mecànica en l'expansió de l'energia acumulada, i converteix el moviment lineal en moviment rotatiu sense l'ús de ressorts ni pistons.
Fins fa poc, existien en el món dos motors aparentment eficients, un de l'empresa MDI, segons la seva informació, una mica sofisticat, i un motor desenvolupat a l'Uruguai una mica més rudimentari, ja que es basa en sistemes de cadena, ressort i eix lliure.
 Motor de desplaçament invers 
El tercer motor d'aire comprimit totalment funcional que hi ha al món va ser creat per William Mercay, fundador de YAKEY Corp, i ha estat batejat com a "motor de desplaçament invers"; Mercay aconsegueix transformar el moviment lineal dels cilindres convencionals en moviment continu rotatori, sense cadenes, ni ressorts, ni discs, ni balancins, ni cigonyals, i es pot adaptar a vehicles petits o vehicles de grans dimensions.
És un motor robust, amb una mecànica enginyosa però senzilla, d'alta durabilitat, de poc manteniment, resistència a fricció i facilitat total a l'hora de canviar-ne peces.
YAKEY Corp promet convertir-se en la primera fàbrica de cotxes d'aire comprimit en sèrie, ja que d'altres fins ara no han aconseguit comercialitzar-los en massa.

#### D'altres
El Quasiturbine és un projecte (no un vehicle) que, segons els seus dissenyadors, pot funcionar tant amb combustible com amb aire comprimit.

### VPA & VPP
K'Airmobiles és el nom donat a un conjunt de projectes relatius a "VPA" (Vehicles amb Assistència Pneumàtica) i "VPP" (Vehicles amb Propulsió Pneumàtica), destinats a alliberar-se dels límits termodinàmics. Per aconseguir-ho, aquests models es dissenyen com a vehicles ultra lleugers (limitats a 250 kg. màx.), I el seu consum d'aire comprimit ha estat calculat per mantenir-se inferior als 120 l/min., Encara que desenvolupes una empenta dinàmic que arriba 4 kN.
Aquests vehicles ecològics utilitzen la tecnologia de la K'Air motor d'aire comprimit, desenvolupada a França per un petit grup d'investigadors, i d'aquesta manera es proposa una sèrie de projectes al voltant d'una idea: la de vehicles d'aire comprimit urbans o de lleure.
Dos prototips VPA estan en funcionament avui: el K'AirBike i el K'AirKart. Dos nous prototips VPP, el de dues places K'AirTrike i el de tres places K'AirMobile Max es presentaran públicament a l'octubre i novembre del 2007, respectivament.
El concepte tècnic dels motors pneumàtics K'Air torna a la conversió d'allò que constitueix la característica fonamental de l'aire comprimit, és a dir:
- La força d'empenta de l'aire comprimit s'explota exclusivament per a la conversió en energia cinètica de translació.
- Es converteix simultàniament en energia induïda de rotació de l'eix i dona al motor un particular parell de propulsió mentre necessita només un consum molt baix de combustible (aire).

Per simplificar, es pot comparar el principi al dels connectors giratoris:
- L'energia del fluid (aire comprimit) es transforma directament en el moviment de rotació;
- Les preses de doble acció impliquen un sistema de pinyó i cremallera de dents;
- L'angle de rotació cíclica pot variar entre 90 i 360°;
- És compatible amb els sistemes de sobrealimentació hidràulics.